# Barnard (Kansas)
Barnard una ciudad ubicada en el condado de Lincoln en el estado estadounidense de Kansas. En el año 2010 tenía una población de 70 habitantes y una densidad poblacional de 116,67  personas por km².

## Geografía
Barnard se encuentra ubicada en las coordenadas 39°11′21″N 98°2′35″O / 39.18917, -98.04306 (39.189213, -98.043078).

## Demografía
Según la Oficina del Censo en 2000 los ingresos medios por hogar en la localidad eran de $26,667 y los ingresos medios por familia eran $33,333. Los hombres tenían unos ingresos medios de $22,500 frente a los $17,917 para las mujeres. La renta per cápita para la localidad era de $18,329. Alrededor del 14.7% de la población estaban por debajo del umbral de pobreza.